# Fortuna:Národní liga 2020/2021
Sezóna 2020/21 byla 28. ročníkem 2. nejvyšší české fotbalové soutěže. Začala v pátek 21. srpna 2020 a skončila v neděli 30. května 2021.
Mistrem soutěžního ročníku se stal FC Hradec Králové, který do Fortuna:Ligy postoupil přímo. Do MSFL 2021/22 sestoupil tým FK Blansko a do ČFL 2021/22 sestoupil tým FC Slavoj Vyšehrad.

## Změny týmů
Z předchozího ročníku nejvyšší ligy nikdo nesestoupil, naopak do nejvyšší ligy postoupily kluby FK Pardubice a FC Zbrojovka Brno. Tým MFK Vítkovice se v důsledku finančních problémů přihlásil pouze do divize a do ČFL 2020/21 sestoupil tým FK Baník Sokolov. Z ČFL 2019/20 postoupilo Táborsko a z MSFL 2019/20 FK Blansko.

## Lokalizace
- Jihomoravský kraj - FK Blansko, SK Líšeň
- Jihočeský kraj - FC MAS Táborsko
- Královéhradecký kraj – FC Hradec Králové
- Moravskoslezský kraj – FK Fotbal Třinec
- Olomoucký kraj – 1. SK Prostějov
- Pardubický kraj – MFK Chrudim
- Praha – FK Viktoria Žižkov, FK Dukla Praha, FK Slavoj Vyšehrad
- Středočeský kraj – FC Sellier & Bellot Vlašim
- Ústecký kraj – FK Ústí nad Labem, FK Varnsdorf
- Kraj Vysočina – FC Vysočina Jihlava

## Tabulka
| Poř. | Tým                        | Z  | V  | R  | P  | VG | OG | B  |
| ---- | -------------------------- | -- | -- | -- | -- | -- | -- | -- |
| 1.   | FC Hradec Králové          | 26 | 17 | 7  | 2  | 51 | 22 | 58 |
| 2.   | SK Líšeň                   | 26 | 13 | 11 | 2  | 43 | 24 | 50 |
| 3.   | 1. SK Prostějov            | 26 | 12 | 7  | 7  | 40 | 35 | 43 |
| 4.   | FK Viktoria Žižkov         | 26 | 13 | 3  | 10 | 42 | 38 | 42 |
| 5.   | FK Ústí nad Labem          | 26 | 12 | 5  | 9  | 24 | 29 | 41 |
| 6.   | FC Sellier & Bellot Vlašim | 26 | 10 | 7  | 9  | 38 | 33 | 37 |
| 7.   | FC Vysočina Jihlava        | 26 | 9  | 8  | 9  | 44 | 44 | 35 |
| 8.   | FK Dukla Praha             | 26 | 9  | 7  | 10 | 36 | 30 | 34 |
| 9.   | FK Fotbal Třinec           | 26 | 9  | 6  | 11 | 32 | 33 | 33 |
| 10.  | MFK Chrudim                | 26 | 9  | 4  | 13 | 33 | 36 | 31 |
| 11.  | FC MAS Táborsko (N)        | 26 | 8  | 7  | 11 | 25 | 28 | 31 |
| 12.  | FK Varnsdorf               | 26 | 6  | 12 | 8  | 20 | 27 | 30 |
| 13.  | FK Blansko (N)             | 26 | 7  | 6  | 13 | 30 | 34 | 27 |
| 14.  | FC Slavoj Vyšehrad         | 26 | 1  | 4  | 21 | 15 | 60 | 7  |

Poznámky:
- Z = Odehrané zápasy; V = Vítězství; R = Remízy; P = Prohry; VG = Vstřelené góly; OG = Obdržené góly; B = Body
- S = nováček (minulou sezónu hrál vyšší soutěž a sestoupil); N = nováček (minulou sezónu hrál nižší soutěž a postoupil)

|  | Přímý postup do Fortuna:Ligy 2021/22                                               |
|  | Sestup do České fotbalové ligy 2021/22 nebo Moravskoslezské fotbalové ligy 2021/22 |